# قلعه یایلی قلعه سی
بقایای قلعه یایلی قلعه سی مربوط به دوره اشکانیان - دوره ساسانیان - سده‌های اولیه دوران‌های تاریخی پس از اسلام است و در شهرستان گرمی، بخش مرکزی، دهستان آنی، روستای اینی علیا واقع شده و این اثر در تاریخ ۳۰ بهمن ۱۳۸۶ با شمارهٔ ثبت ۲۱۰۶۹ به‌عنوان یکی از آثار ملی ایران به ثبت رسیده است.